# Chiesa del Santissimo Redentore (Pergine Valsugana)
La chiesa del Santissimo Redentore è una chiesa conventuale a Pergine Valsugana che risale al XVII secolo.

## Storia

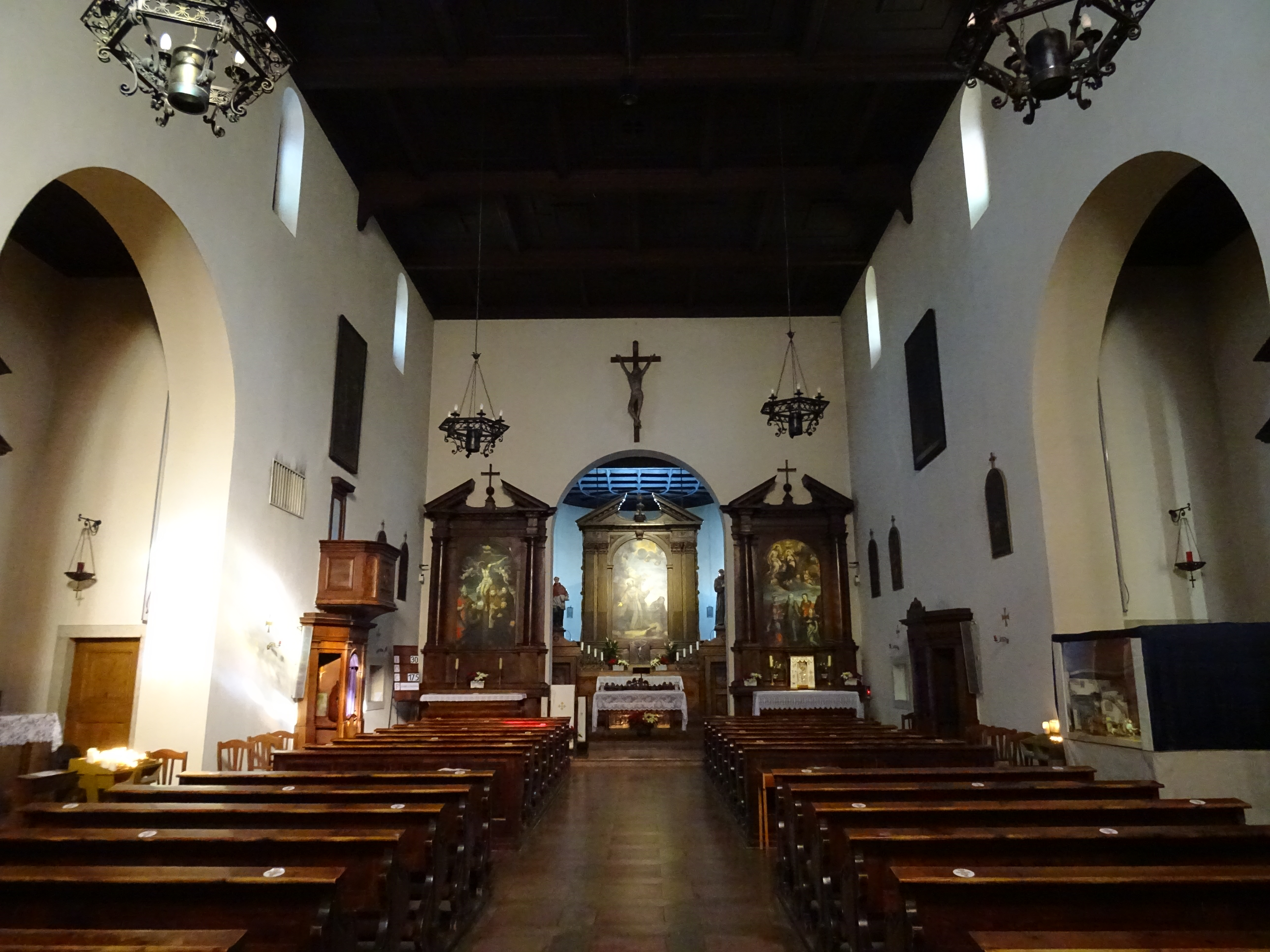
Interno

La chiesa francescana di Pergine venne costruita, con il convento, nei primi anni del XVII secolo e consacrata nel 1614 da Agostino Gradenigo, vescovo di Feltre. Venne dedicata a san Francesco.
Attorno alla metà del secolo sulla parete occidentale della chiesa venne edificata una cappella dedicata a sant'Antonio di Padova e pochi anni dopo il campanile, eretto già dal 1612, venne sopraelevato.
Nel 1729 venne edificata una seconda cappella dedicata al Sepolcro, posta di fronte a quella costruita in precedenza.
Le soppressioni napoleoniche che stavano colpendo tutti gli ordini religiosi nei territori sottomessi dall'esercito francese nel XIX secolo portarono alla chiusura sia della chiesa sia del convento, ma nel 1815 la situazione precedente venne ripristinata e gli austriaci permisero il ritorno dei francescani. La chiesa venne ristrutturata e riaperta alle funzioni religiose.
All'inizio del XX secolo si decise la demolizione del vecchio edificio e la sua ricostruzione. Nel 1906 iniziarono i lavori e venne benedetta la prima pietra. La facciata si ispirò a quella della basilica di San Babila, a Milano. A lavori conclusi la chiesa venne consacrata e dedicata al Santissimo Redentore nel 1908 da Nicola Marconi, vescovo di Pult, in Albania.
A partire dal 1958 l'edificio fu oggetto di vari interventi, come la sistemazione di nuove vetrate sulla facciata, il rifacimento della copertura e un restauro conservativo con revisione degli impianti ed il rinnovo delle tinteggiature.